# Norma Redpath

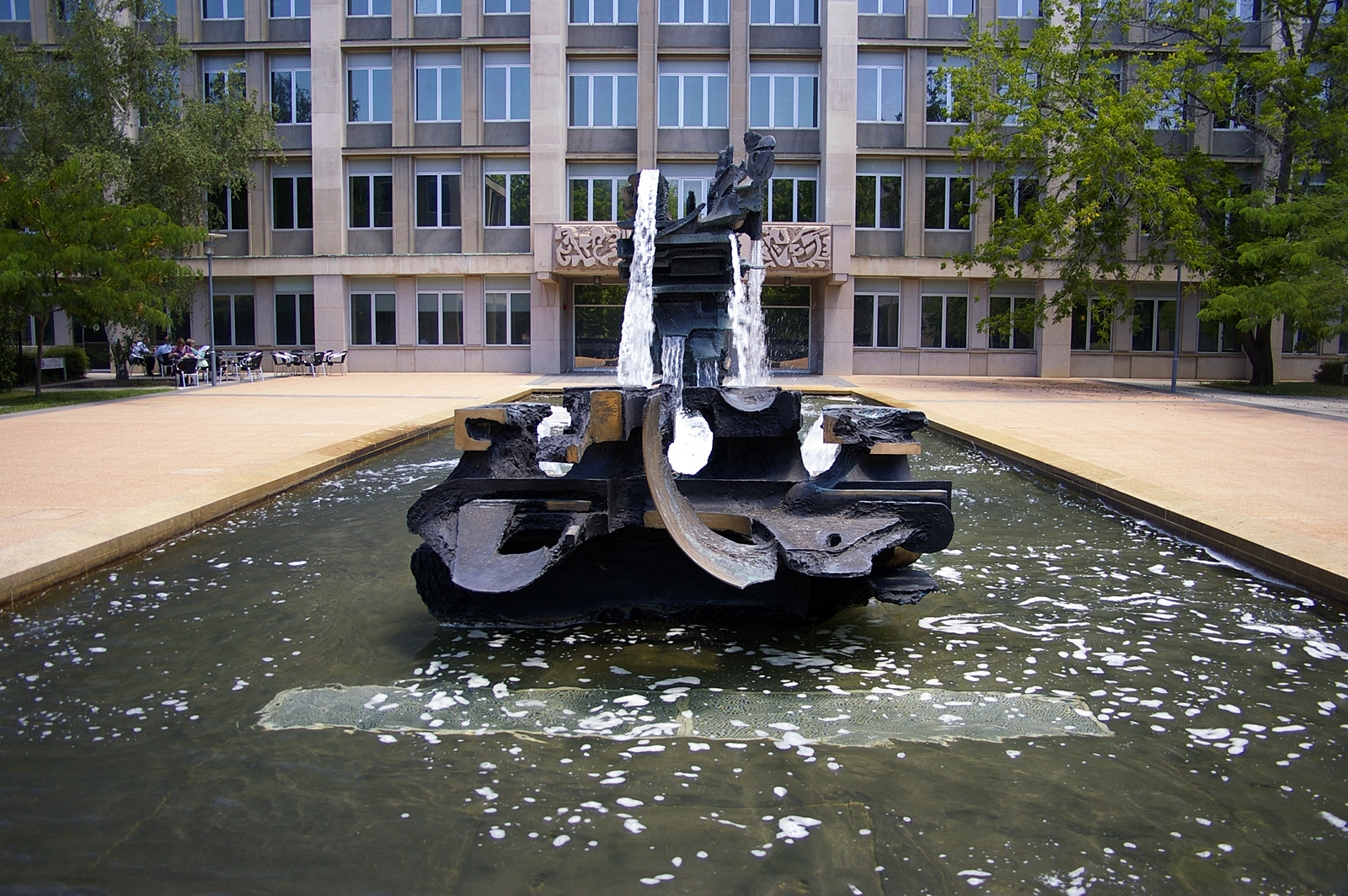
Treasury Fountain in Canberra

Norma Redpath (* 20. November 1928 in Melbourne, Australien; † 12. Januar 2013 ebenda) war eine australische Bildhauerin und Graphikerin.

## Leben und Werk
Norma Redpath studierte von 1942 bis 1948 Graphik am Swinburne Technical College, wo sie längere Zeit krank war, und von 1949 bis 1951 Bildhauerei am Royal Melbourne Institute of Technology. Ihre letzte Ausbildung vollzog sie im Selbststudium, da ein Studium der modernen Bildhauerei in Australien nicht angeboten wurde. Während der 1950er Jahre reiste sie nach Europa und studierte in Italien von 1956 bis 1958 an der Università per Stranieri in Perugia und wohnte in Rom, wo sie die italienische Kunst nicht mehr losließ. Im Jahre 1958 kehrte sie nach Australien zurück und arbeitete im Jahre 1962 an der Accademia di Belle Arti di Brera in Mailand und sie pendelte regelmäßig von Australien nach Italien. Von 1974 bis 1985 arbeitete sie abwechselnd in ihrem mailändischen und australischen Atelier.
Sie war Mitglied der Victorian Sculptor Society und stellte Bronzeplastiken her. Im Jahre 1953 traf sie Inge King, Julius Kane und Clifford Last, die Mitglieder der Group of Four waren und im Jahre 1961 schloss sie sich der Künstlergruppe der Centre Five in Victoria an, in der u. a. Inge King, Julius Kane, Clifford Last, Lenton Parr, Vincas Jomantas und Teisutis Zikaras Mitglieder waren, die Ausstellungen für Bildhauerkunst organisierte.
Sie erhielt zahlreiche Auszeichnungen, wie den Mildura Prize for Sculpture in 1964 und im gleichen Jahr den Transfield Prize for Sculpture. In den Jahren von 1972 bis 1974 wurde sie mit dem Fellowship in the Creative Arts der Australian National University in Canberra ausgezeichnet.

## Werk (Auswahl)

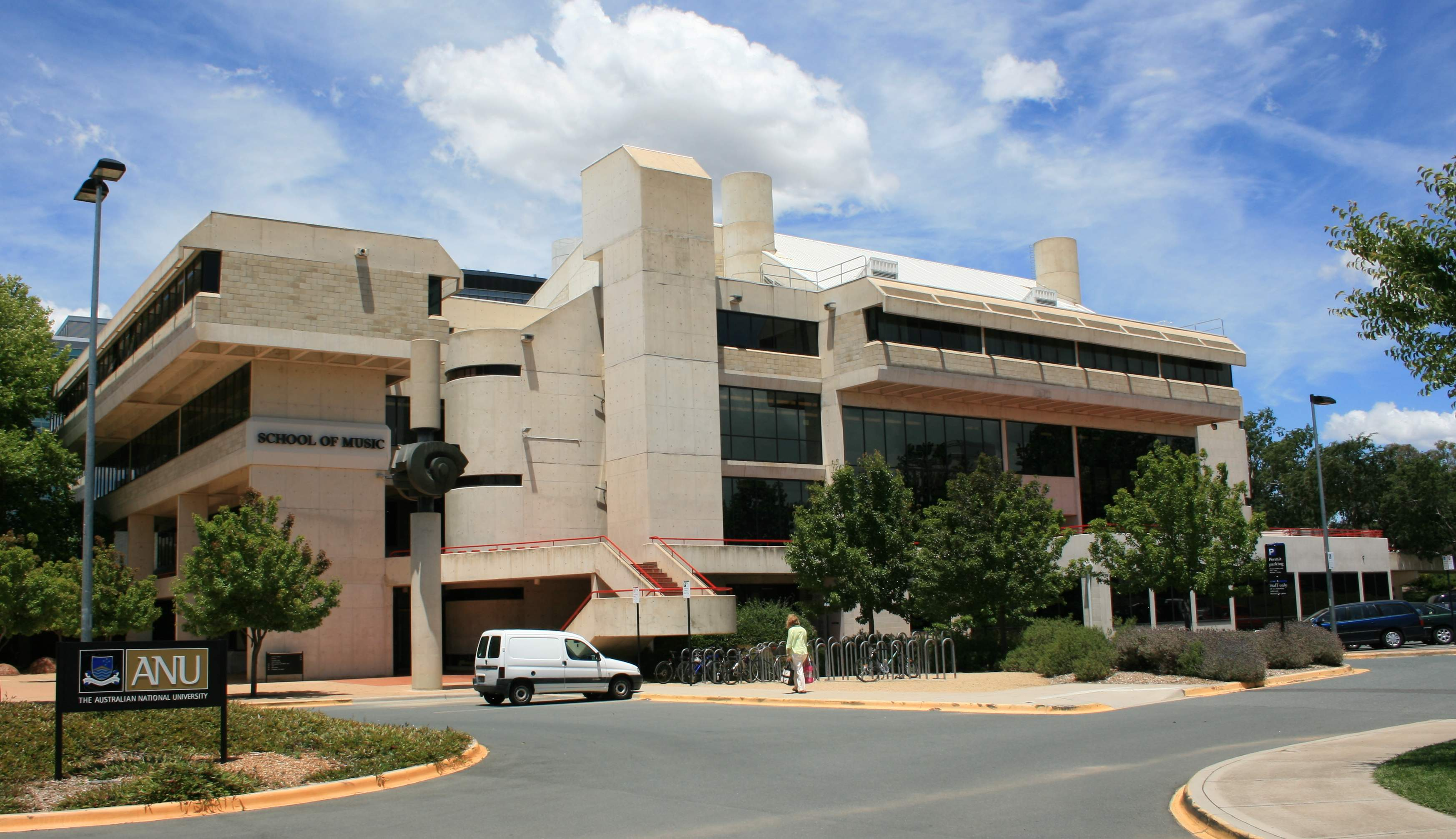
Extended Column (links: Zementsäule und Bronze) in Canberra

- Bronzereliefs (1964), BP-Ölkonzern, Australien
- Treasury Fountain – Brunnen mit zwei Wasserfontänen aus Bronze auf rechteckigen Granitblöcken (1965–1969), – Treasury Building in Canberra
- Victoria Coats of Arms – ein Relief aus Bronze –  (1968), Arts Centre of Victoria in Melbourne
- Sculpture Column (1969–1972), Reserve Bank of Australia in Brisbane
- Facade Relief (1970–1972), Victoria College of Pharmacie in Melbourne
- Sydney Ribbon Memorial Capital (1970–1973), University of Melbourne
- Higuchi Sculpture (1971–1972), Manning Building der Monash University in Melbourne
- Extended Column (1972–1975), Canberra School of Music in Canberra
- Paesaggio Caryatide (1980–1985), State Bank of Victoria in Melbourne
- Landscape Caryatide (1980–1985), McClelland Gallery and Sculpture Park in Langwarrin